# Wilhelm Herberholz
Wilhelm „Olof“ Herberholz (* 1. Februar 1881 in Schwerte; † 10. Februar 1956 in Oberstdorf) war ein deutscher Maler und Grafiker.

## Leben
Geboren in Schwerte besuchte Herberholz das Wilhelmsgymnasium in Kassel. Von 1893 bis 1899 studierte er an der Kunstakademie Kassel unter anderen bei Karl Brünner, Hermann Knackfuß und Louis Kolitz und von 1899 bis 1910 an der Kunstakademie Düsseldorf im Fach Lehramt. Nach eigenen Angaben (siehe Lebenslauf von 1939) war er Schüler in der Zeichenklasse von Peter Janssen, der Malklasse von Eduard von Gebhardt und Willy Spatz, in der Radierklasse von Carl Ernst Forberg und zuletzt in der Meisterklasse von Claus Meyer. In Düsseldorf war er Mitglied des Künstlervereins Malkasten und als Mitglied des Vereins der Düsseldorfer Künstler erhielt Herberholz um 1909 im „Künstler- und Atelierhaus“ in der Sittarder Straße 5 ein Atelier, dort 1912 als Meisterschüler eingetragen.
Wilhelm Herberholz schuf vor allem Landschaften und Porträts. Seine Bilder waren 1910 und 1914 auf der Großen Berliner Kunstausstellung, 1911 in Düsseldorf, 1914 auf der Ausstellung des Akademischen Vereins „Laetitia“ in der Kunsthalle Düsseldorf und 1921 in der Jahresausstellung der Künstlervereinigung „Niederrhein“ in Düsseldorf zu sehen.
1914 heiratete Herberholz die Pianistin Anna Grobbel (1881–1915) und bezog ein Haus am Markt 64 in Kaiserswerth, wo auch Arthur Kaufmann sich anfänglich aufhielt. Er war Kriegsfreiwilliger im 2. Westfälischen Husaren-Regiment Nr. 11 und in Kaiserswerth war das „2. Ersatz-Bataillon Infanterie-Regiment Nr. 53“ aufgestellt. Während eines Aufenthalts im Baltikum entstanden 1918 – für den im Auftrag des Kriegspresseamtes und des Auswärtigen Amtes erstellten Bild- und Textband des Historikers Hermann Kassebaum – mehr als zehn Aquarelle, u. a. Kaufhof in Dorpat, Domkirche in Reval und Stadtansicht von Narva.
Anfang 1920 heiratete Herberholz in zweiter Ehe Helene Erbes (* 1879), Witwe des Malers Theodor Funck, Tochter von Robert und Sophie Erbes, geborene Wagner, aus Neuwied, die selbst malte und töpferte und bezog das Haus der Familie Erbes in der Gartenstraße 44.
1922 übernahm Wilhelm Herberholz an der Kunstakademie Düsseldorf den Lehrstuhl für Freie Grafik und Maltechnik sowie die Werkstattleitung für Materialkunde. Unter Walter Kaesbach wurde Herberholz 1924 beauftragt ein Institut für Maltechniken einzurichten, das er in enger Zusammenarbeit mit Nauen, Campendonk und Thorn-Prikker aufbaute, somit alle Zweige der Maltechnik theoretisch und praktisch gelehrt werden konnten. Ab 1927 wurde Herberholz mit Professor an der Kunstakademie in der Abteilung für Grafik im Adressbuch aufgeführt und wurde in der Zeit des Nationalsozialismus obligatorisch Mitglied in der Reichskammer der bildenden Künste, die unter der Leitung des Direktors der Akademie Peter Grund stand.
Nach eigenen Angaben war Wilhelm Herberholz 1938 in einen politischen Prozess verwickelt, von der Stapo Düsseldorf verhaftet, und zuerst im Polizeipräsidium und von da in der Ulmer Höh in Schutzhaft genommen.
Herberholz war zum 1. Mai 1933 der NSDAP beigetreten (Mitgliedsnummer 1.996.213) und auch Mitglied der SA.
1944 wurde auf der Großen Deutschen Kunstausstellung im Haus der Deutschen Kunst in München ein Werk von Herberholz gezeigt; als Künstler wurde er außerdem im entsprechenden Jahres-Hauptkatalog geführt.
Herberholz war von 1922 bis 1950 durchgehend Lehrkraft an der Kunstakademie, war 1938 in das Beamtenverhältnis berufen und 1947 pensioniert, jedoch im Angestelltenverhältnis weiterhin beschäftigt worden. Im Dezember 1945 wurde Herberholz, trotz seiner Parteimitgliedschaft argumentativ reingewaschen: „War Parteimitglied, gehörte verschiedenen Organisationen an, ist aber völlig harmlos ohne politischen Ehrgeiz. Sein Bleiben ist sehr wünschenswert.“
Friedrich Wilhelm Herberholz verbrachte seinen Ruhestand in Oberstdorf im Allgäu und wurde auf seinem Wunsch in Lindau am Bodensee in aller Stille eingeäschert.

## Schüler (Auswahl)
- Ursula Benser
- Gottfried Brockmann
- Otto Dix
- Paul Löffler
- Werner Persy
- Hermann Poll
- Josef Steib
- Antonius van der Pas
- Volkram Anton Scharf
- Herbert Zangs